# Tegenaria flexuosa
Tegenaria flexuosa är en spindelart som beskrevs av F. O. Pickard-Cambridge 1902. Tegenaria flexuosa ingår i släktet husspindlar, och familjen trattspindlar. Inga underarter finns listade i Catalogue of Life.